# Dacsókeszi
Dacsókeszi (szlovákul: Kosihovce) község Szlovákiában, a Besztercebányai kerületben, a Nagykürtösi járásban.

## Fekvése
Nagykürtöstől 12 km-re délnyugatra fekszik.

## Története
1135-ben Kekezu alakban említik először. 1448-ban Keszihoczként szerepel oklevélben. Nevének utótagja a Keszi magyar törzs nevéből származik, előtagja pedig az itt 1242-től 1890-ben bekövetkezett kihalásáig birtokos Dacsó családra utal. A Dacsók a 18. században kastélyt is építettek ide. Az eredetileg magyar ajkú faluba földesura más birtokairól telepített szlovákokat. A Dacsó család a 19. század végén halt ki, a birtok pedig Hell Sándoré lett.
Vályi András szerint "KESZIHOCZ. Keszihovcze. Magyar falu Hont Várm. földes Urai több Uraságok, lakosai katolikusok, és lutheránusok, ’s ezek a’ Pribeli Ekklezsiához tartoznak, fekszik Csábhoz 2/4 órányira, mellynek filiája, egy része a’ Bozóki Uradalomhoz tartozik, határbéli földgye közép termékenységű, különös, és sok jó bora van, erdeje tágad, ’s abban legelője elég, és hasznos."
Fényes Elek szerint "Készihócz, Hont m. magyar-tót falu, 520 kath., 238 evang. lak. Földjei középszerük; bora, legelője, fája elég. F. u. a Dacsó örökösök. Ut. p. Balassa-Gyarmat."
A trianoni békeszerződésig területe Hont vármegye Ipolynyéki járásához tartozott.

## Népessége
| Év:            | 1994. | 2004.   | 2014.   | 2024.   |
| -------------- | ----- | ------- | ------- | ------- |
| Emberek száma: | 592   | 617     | 579     | 561     |
| Eltérés:       |       | +4,22 % | -6,15 % | -3,10 % |

| Év:            | 2023. | 2024.   |
| -------------- | ----- | ------- |
| Emberek száma: | 569   | 561     |
| Eltérés:       |       | -1,40 % |

1910-ben 611-en, túlnyomórészt magyar anyanyelvűek lakták.
A település lakosságából 1991-ben még a magyarok voltak többségben.
2001-ben 597 lakosából 379 szlovák és 207 magyar volt.
2011-ben 606 lakosából 398 szlovák és 162 magyar volt.
2021-ben 559 lakosából 403 szlovák, 150 magyar (26,8%), 3 cigány, 1 orosz, 2 ismeretlen nemzetiségű volt.

## Nevezetességei

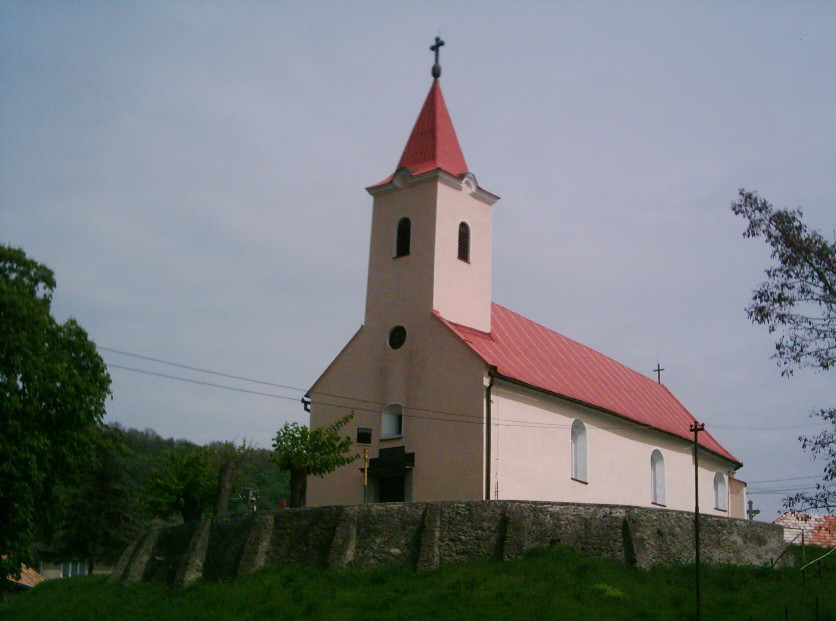
Katolikus templom Dacsókeszin

- Szűz Mária születésének tiszteletére szentelt római katolikus temploma a 16. században épült reneszánsz stílusban. A 18. században és a 20. században átalakították.
- Evangélikus temploma 1874-ben épült neoklasszicista stílusban. Tornya 1930-ban épült hozzá.
- A Dacsó-kastély a 18. században épült későbarokk stílusban, később neoklasszicista stílusban építették át.

## Híres emberek
- Itt született 1834-ben Gerhart György író, lapszerkesztő.
- A kastélyban töltötte gyermekéveit (1911-1921) Zórád Ernő festőművész és képregényrajzoló. Az itteni évekről az 1990-ben megjelent Egy vándorfestő ifjúságai (1911-1951) című önéletrajzában írt részletesen.[7]
- A kastélyban lakott Dacsó Lujza, Madách Imre ifjúkori szerelme.